# Association Sportive Forezienne Andrézieux
La Asociación Deportiva Forezienne Andrézieux-Bouthéon es un equipo de fútbol de Francia con base en Andrézieux-Bouthéon, región de Auvernia-Ródano-Alpes fundado en 1947. Juega en el Championnat National 2, la cuarta división de fútbol en el país.
Juega de local en el L'Envol Stadium en Andrézieux-Bouthéon, recinto inaugurado en 2016 con capacidad de 5000 espectadores.

## Historia
Fue fundado en el año 1947 en la ciudad de Andrézieux-Bouthéon en la región de Rhône-Alpes y en su historial ha sido un club amateur que ha estado entre la quinta y la sexta categoría  y retorna al Championnat de France Amateur para la temporada 2016/17 luego de su última aparición en la liga en la temporada 2008/09.
El 6 de enero de 2019 el club eliminó al Olympique de Marsella de la Ligue 1 por los 64vos de la Copa de Francia.

## Palmarés
- DH Rhône-Alpes (3) : 1996, 2002, 2008
- CFA 2 Grupo E (2) : 2007, 2016
- Coupe de la Loire (5) : 1964, 2000, 2001, 2002, 2008, 2011